# اکاتنانگو، چیمالتنانگو
اکاتنانگو، چیمالتنانگو (به اسپانیایی: Acatenango, Chimaltenango) در گواتمالا است که در chimaltenango department واقع شده‌است.